# MINUGUA Medaille
De MINUGUA Medaille is een van de Medailles voor Vredesmissies van de Verenigde Naties.
MINUGUA is de afkorting voor de "United Nations Verification Mission in Guatemala", de vredesoperaties in Guatemala. Nederlandse deelnemers kwamen in aanmerking voor de Herinneringsmedaille VN-Vredesoperaties. De secretaris-generaal van de Verenigde Naties kende de deelnemende militairen en politieagenten de MINUGUA Medaille toe. Zij kregen de bronzen medaille aan een lint van diverse schakeringen groene en blauwe strepen.